# Promenaea rollissonii
Promenaea rollissonii är en orkidéart som först beskrevs av John Lindley, och fick sitt nu gällande namn av John Lindley. Promenaea rollissonii ingår i släktet Promenaea och familjen orkidéer. Inga underarter finns listade i Catalogue of Life.

## Bildgalleri

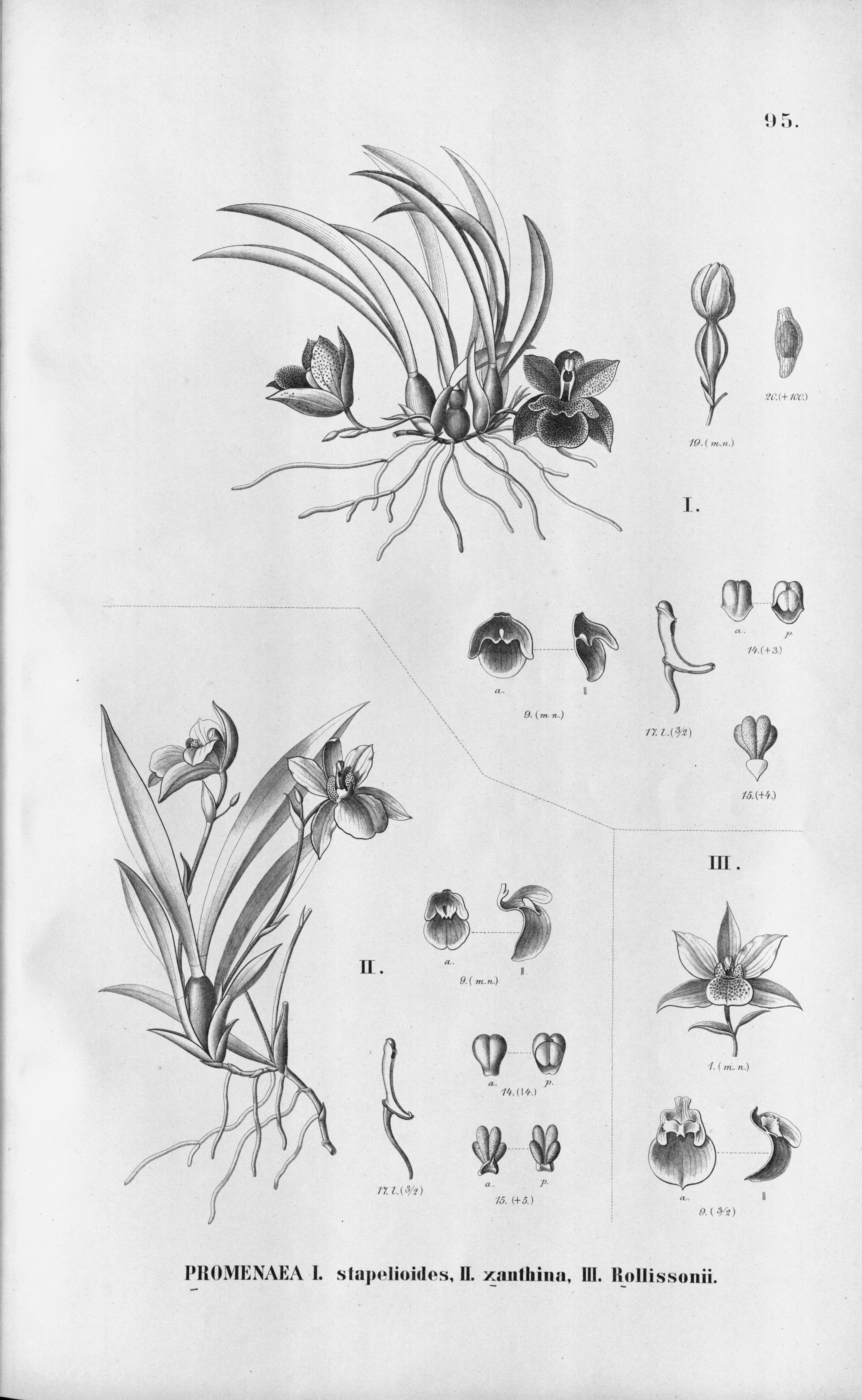